# Johannes Imdahl
Johannes Imdahl (* 29. Juli 1967) ist ein deutscher Kameramann.

## Leben und Wirken
Johannes Imdahl studierte Theater-, Film- und Fernsehwissenschaften und absolvierte dann ein Kamera-Studium an der FH Dortmund, welches er mit Diplom abschloss.
Als lichtsetzender Kameramann arbeitet Johannes Imdahl im Bereich Fernsehserie, Fernsehspiel, Dokumentarfilm, Musikvideo und Werbung. Er führte unter anderem die Kamera bei der Fernsehserie Stromberg.

## Filmografie (Auswahl)
- 1997: burnt
- 2002: Das Spukhaus
- 2003: ZDF Expedition – Tropenfieber
- 2005: Das Drama von Dresden
- 2005: White Terror
- 2006: Wir Weltmeister – ein Fußballmärchen
- 2006: Zwei Engel für Amor
- 2008: Mord mit Aussicht (Kameramann bei drei Episoden)
- 2008: Das Imperium der Viren
- 2009: Das Wunder von Leipzig – Wir sind das Volk
- 2011: Klitschko
- 2004–2012: Stromberg (Fernsehserie, 42 Episoden)
- 2014: Nowitzki. Der perfekte Wurf
- 2014: Stromberg – Der Film
- 2017: Auf der Jagd – Wem gehört die Natur?
- 2017–2019: Lammerts Leichen (Fernsehserie, 12 Folgen)
- 2019: Resistance Fighters – Die globale Antibiotika-Krise
- 2019: To B or to B flat – The Composer Boudwijn Buckinx
- 2021: Schwarze Adler
- 2021: Die Unbeugsamen
- 2021: Schumacher
- 2022: Stille Pandemie – Der globale Kampf gegen Antibiotika-Resistenz
- 2022: Der Ausbruch – War die Pandemie vermeidbar?
- 2022: Klassik unterm Hakenkreuz
- 2023: Jan Ullrich – Der Gejagte

## Auszeichnungen
- 2009: Doppel-Platin von Sony Music für die DVD-Ausgabe der dritten Stromberg-Staffel